# 双直交系
数学において、双対性（双線型形式 ⟨,⟩）を持つ位相線型空間の対 E, F に関する双直交系（そうちょっこうけい、英: biorthogonal system; 二重直交系）とは、
{\displaystyle \langle v_{i},u_{j}\rangle =\delta _{i,j}\qquad (i,j\in I)}
を満たす（I は適当な添字集合で、δ はクロネッカーのデルタ）ベクトルの族の対 ({vi ∈ E}, {ui ∈ F}) を言う。E = F かつ vi = ui (∀i∈ I) なるときの双直交系は、すなわち正規直交系である。
{\displaystyle L^{2}[0,2\pi ]} において、函数族 {\displaystyle \cos(nx)} および {\displaystyle \sin(nx)} は二重直交系を構成する。その他の例として、行列の、固有値によって添字付けられる左固有ベクトルの集合と右固有ベクトルの集合の対は双直交系である。

## 射影
二重直交系に関して、射影
{\displaystyle P:=\sum _{i\in I}u_{i}\otimes v_{i},\qquad ((u\otimes v)(x):=u\langle v,x\rangle )}
が得られる。この射影の像は {\displaystyle \{u_{i}:i\in I\}} の線型包であり、その核は {\displaystyle \{\langle v_{i},\cdot \rangle =0:i\in I\}} である。
必ずしも双直交でないベクトルの集合の対 {\displaystyle \mathbf {u} =(u_{i})} および {\displaystyle \mathbf {v} =(v_{i})} が与えられたとき、それに関する射影は
{\displaystyle P=\sum _{i,j}u_{i}\left(\langle \mathbf {v} ,\mathbf {u} \rangle ^{-1}\right)_{j,i}\otimes v_{j}}
で与えられる。ここで {\displaystyle \langle \mathbf {v} ,\mathbf {u} \rangle } は成分が {\displaystyle \left(\langle \mathbf {v} ,\mathbf {u} \rangle \right)_{i,j}=\langle v_{i},u_{j}\rangle } であるような行列である。
- このとき、{\displaystyle {\tilde {u}}_{i}:=(I-P)u_{i}} および {\displaystyle {\tilde {v}}_{i}:=\left(I-P\right)^{*}v_{i}} は双直交系を成す。